# 5-アザ-7-デアザプリン
5-アザ-7-デアザプリン(5-Aza-7-deazapurine)またはイミダゾ[1,2-a][1,3,5]トリアジン(Imidazo[1,2-a][1,3,5]triazine)
は、イミダゾール環と融合した1,3,5-トリアジン環からなる複素環式芳香族化合物である。プリンのアイソステア及び異性体である。しかし、5-アザ-7-デアザプリンでは、五員環のN-9位が水素と結合していない。そのため、5-アザ-7-デアザプリン誘導体は、糖残基に結合するための二重結合を持つ環外置換基を持つ必要がある。5-アザ-7-デアザプリンヌクレオシドは、オキソ基、チオキソ基、イミン基を持ちうる。
特筆すべき誘導体には、ハチモジDNAの核酸塩基である5-アザ-7-デアザグアニンがある。